# Tótalmád
Tótalmád (1899-ig Tót-Jablonya, szlovákul Jabloň, korábban Slovenská Jablonica) község Szlovákiában, az Eperjesi kerület Homonnai járásában.

## Fekvése
Homonnától 18 km-re északra, a Laborci-hegység nyugati részén, a Laborc bal oldalán található.

## Története
A falut laborcmezőről érkezett földművesek alapították a 13. vagy 14. században. Első írásos említése 1379-ben történt. Ekkor még részben Izbugya vidéki nemesek, részben a Drugeth család birtoka, a homonnai uradalom része. 1600-ban a bíró házán kívül 11 jobbágyháza volt. Főbb birtokosai a Wiczmándyak, Bogáthyak, Malikóczyak, Palocsayak, Pethők és Forgáchok, később az Almásyak, Malatinszkyak voltak. 1715-ben 16, 1720-ban 14 háztartása adózott. Ebben az időben a faluban malom is működött.
A 18. század végén Vályi András így ír róla: „Tót Jablonya. Tót falu Zemplén Várm. földes Urai Szirmay, és Kazinczi Uraságok, lakosai katolikusok, fekszik Tót Kriva, és Koskóczhoz is 1/2 órányira, határja 3 nyomásbéli, egyéb vetések felett a’ gabonát, és őszi búzát bővebben termő, piatzok Homonnán van.”
1828-ban 54 házában 417 lakos élt.
Fényes Elek 1851-ben kiadott geográfiai szótárában így ír a faluról: „Tót-Jablonya, tót falu, Zemplén vmegyében, Papina fiókja, 851 r., 50 g. kath., 26 zsidó lak., 761 hold szántófölddel. F. u. Malatinszky. Ut. p. Nagy-Mihály.”
Borovszky Samu monográfiasorozatának Zemplén vármegyét tárgyaló része szerint: „Tótalmád, azelőtt Tótjablonya, a Viravka-völgyben fekszik. Tót kisközség 70 házzal és 347 róm. kath. vallású lakossal. Postája, távírója és vasúti állomása Koskócz. Részben a homonnai uradalomhoz tartozott, de a XVI. század végén és a XVII. század elején a Wiczmándyaknak, Bogáthyaknak, Malikóczyaknak, Palocsayaknak, Pethőknek és Forgáchoknak is volt itt birtokuk. Azután az Almásyaké lett, majd a Malatinszkyaké és most báró Beich Milánnak van itt nagyobb birtoka és régi úrilaka. A községben nincsen templom.”
1920 előtt Zemplén vármegye Homonnai járásához tartozott.

## Népessége
| Év:            | 1994. | 2004.   | 2014.   | 2024.    |
| -------------- | ----- | ------- | ------- | -------- |
| Emberek száma: | 476   | 455     | 420     | 374      |
| Eltérés:       |       | -4,41 % | -7,69 % | -10,95 % |

| Év:            | 2023. | 2024.   |
| -------------- | ----- | ------- |
| Emberek száma: | 378   | 374     |
| Eltérés:       |       | -1,05 % |

1910-ben 425-en, többségében szlovákok lakták, jelentős német és magyar kisebbséggel.
2001-ben 470 lakosából 466 szlovák volt.
2011-ben 434 lakosából 424 szlovák.

## Nevezetességei
- Kastélya a 19. század elején épült.
- Szent István tiszteletére szentelt, római katolikus temploma.

## Külső hivatkozások
- E-obce.sk Archiválva 2009. november 29-i dátummal a Wayback Machine-ben
- községinfó
- Tótalmád Szlovákia térképén